# Staatsstraße 6 (Finnland)
|  |
|  |

Die finnische Staatsstraße 6 (finnisch Valtatie 6, schwedisch Riksväg 6) führt von Forsby bei Loviisa nach Kajaani. Ihre Länge beträgt 604 Kilometer. Neben der Staatsstraße 5 ist sie die wichtigste Nord-Süd-Verbindung Ostfinnlands.

## Streckenverlauf

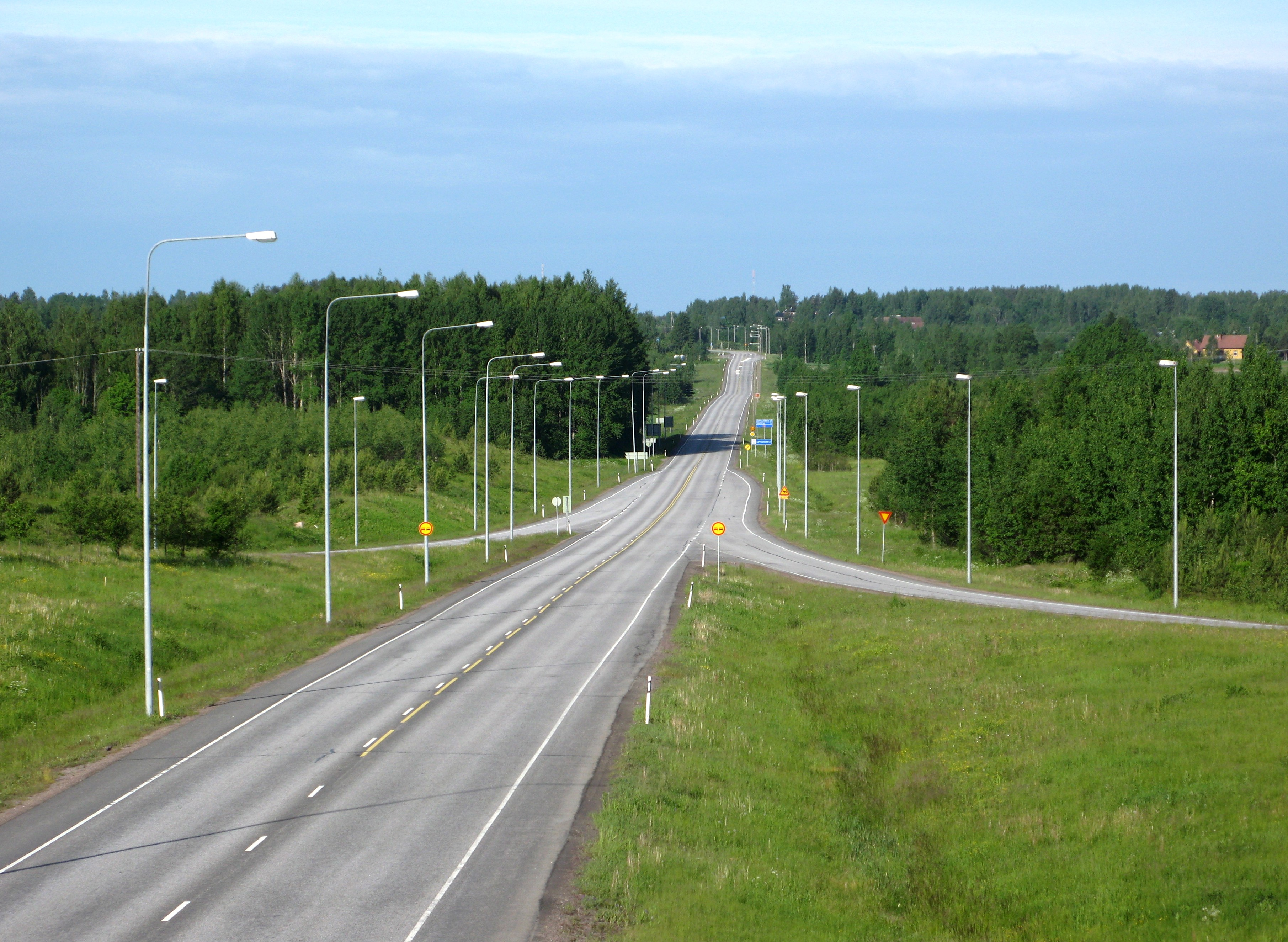
Die Staatsstraße 6 bei Imatra

Die Staatsstraße 6 zweigt im Dorf Forsby (Koskenkylä) bei Loviisa von der Staatsstraße 7 ab und führt in einem weiten Bogen in etwa parallel zur finnisch-russischen Grenze nordwärts über Kouvola, Lappeenranta, Imatra und Joensuu nach Kajaani. Sie ist größtenteils zweispurig. Die Ortsumgehungen von Joensuu und Imatra sind als Autobahn ausgebaut. Der Abschnitt zwischen Imatra und Luumäki ist durchgehend vierspurig.
Die Staatsstraße 6 führt durch folgende Gemeinden: Loviisa – Lapinjärvi – Kouvola – Luumäki – Lappeenranta – Imatra – Ruokolahti – Rautjärvi – Parikkala – Kitee – Tohmajärvi – Joensuu – Kontiolahti – Juuka – Nurmes – Valtimo – Sotkamo – Kajaani.